# George Kennedy

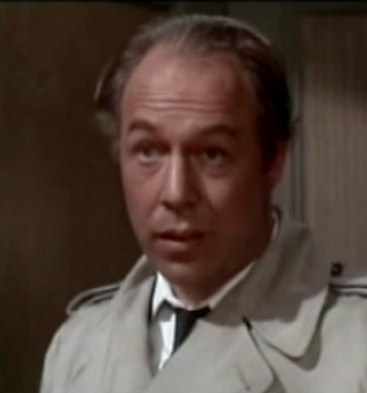
George Kennedy în filmul „Șarada” (1963)

George Harris Kennedy, Jr (n. 18 februarie 1925, New York City, New York, SUA – d. 28 februarie 2016, Middleton⁠(d), Idaho, SUA) a fost un actor american de film și TV. El a devenit cunoscut prin rolurile Carter McKay în serialul Dallas, respectiv Ed Hocken în seria Un polițist cu explozie întârziată. În 1968 a câștigat Premiul Oscar pentru cel mai bun actor în rol secundar.

## Filmografie
| An   | Film                                           | Rol                        | Note |
| ---- | ---------------------------------------------- | -------------------------- | --- |
| 1960 | Spartacus                                      | Hakan Küçük (Hakunin)      | uncredited |
| 1961 | The Little Shepherd of Kingdom Come            | Nathan Dillon              | |
| 1962 | Lonely are the Brave                           | Deputy Sheriff Gutierrez   | |
| 1963 | The Silent Witness                             | Gus Jordan                 | |
| 1963 | The Man from the Diner's Club                  | George                     | |
| 1963 | Charade                                        | Herman Scobie              | |
| 1964 | McHale's Navy                                  | Henri Le Clerc             | |
| 1964 | Island of the Blue Dolphins                    | Aleut Captain              | |
| 1964 | Strait-Jacket                                  | Leo Krause                 | |
| 1964 | Hush… Hush, Sweet Charlotte                    | Foreman                    | |
| 1965 | Mirage                                         | Willard                    | |
| 1965 | In Harm's Way                                  | Colonel Gregory            | |
| 1965 | The Flight of the Phoenix                      | Mike Bellamy               | |
| 1965 | Shenandoah                                     | Col. Fairchild             | |
| 1965 | The Sons of Katie Elder                        | Curley                     | |
| 1967 | The Dirty Dozen                                | Major Max Armbruster       | |
| 1967 | Hurry Sundown                                  | Sheriff Coombs             | |
| 1967 | Cool Hand Luke                                 | Dragline                   | Academy Award for Best Supporting Actor Laurel Award for Male Supporting Performance Nominated - Golden Globe Award for Best Supporting Actor - Motion Picture |
| 1967 | The Ballad of Josie                            | Arch Ogden                 | |
| 1968 | The Pink Jungle                                | Sammy Ryderbeit            | |
| 1968 | The Legend of Lylah Clare                      | Matt Burke                 | uncredited |
| 1968 | The Boston Strangler                           | Phil DiNatale              | |
| 1968 | Bandolero!                                     | Sheriff Johnson            | |
| 1969 | The Good Guys and the Bad Guys                 | Big John McKay             | |
| 1969 | Gaily, Gaily                                   | Johanson                   | |
| 1969 | Guns of the Magnificent Seven                  | Chris                      | |
| 1970 | ...tick...tick...tick...                       | John Little                | |
| 1970 | Airport                                        | Joe Patroni                | Nominated - Golden Globe Award for Best Supporting Actor - Motion Picture Nominated - Laurel Award for Male Supporting Performance                             |
| 1970 | Zigzag                                         | Paul R. Cameron            | |
| 1970 | Dirty Dingus Magee                             | Herkimer 'Hoke' Birdsill   | |
| 1971 | Fools' Parade                                  | 'Doc' Council              | |
| 1973 | Lost Horizon                                   | Sam Cornelius              | |
| 1973 | Cahill U.S. Marshal                            | Abe Fraser                 | |
| 1974 | Sonic Boom                                     | A Man In The Wilderness    | Short Film |
| 1974 | A Cry in the Wilderness                        | Sam Hadley                 | TV movie |
| 1974 | Thunderbolt and Lightfoot                      | Red Leary                  | |
| 1974 | Airport 1975                                   | Joe Patroni                | |
| 1974 | Earthquake                                     | Sgt. Lew Slade             | |
| 1975 | The Eiger Sanction                             | Ben Bowman                 | |
| 1975 | The 'Human' Factor                             | John Kinsdale              | |
| 1977 | Airport '77                                    | Joe Patroni                | |
| 1977 | Ningen no shōmei                               | Ken Shuftan                | |
| 1978 | Mean Dog Blues                                 | Captain Omar Kinsman       | |
| 1978 | Brass Target                                   | Gen. George S. Patton      | |
| 1978 | Moarte pe Nil                                  | Andrew Pennington          | |
| 1979 | The Concorde ... Airport '79                   | Capt. Joe Patroni          | |
| 1979 | The Double McGuffin                            | Chief Talasek              | |
| 1979 | Search and Destroy                             | Anthony Fusqua             | |
| 1979 | Steel                                          | Big Lew Cassidy            | |
| 1980 | Virus                                          | Admiral Conway             | |
| 1980 | Death Ship                                     | Ashland                    | |
| 1980 | Hotwire                                        | Farley & Harley Fontenot   | |
| 1981 | Just Before Dawn                               | Roy McLean                 | |
| 1981 | Modern Romance                                 | Himself                    | |
| 1983 | Wacko                                          | Mr. Doctor Graves          | |
| 1984 | A Rare Breed                                   | Nathan Hill                | |
| 1984 | Chattanooga Choo Choo                          | Bert                       | |
| 1984 | Bolero                                         | Cotton                     | |
| 1985 | Radioactive Dreams                             | Spade Chandler             | |
| 1985 | Savage Dawn                                    | Tick Rand                  | |
| 1986 | The Delta Force                                | Father O'Malley            | |
| 1986 | Rigged                                         |                            | |
| 1987 | Creepshow 2                                    | Ray Spruce                 | segment "Old Chief Wood'nhead" |
| 1988 | Top Line                                       | Heinrich Holzmann          | released as Alien Terminator |
| 1988 | Born to Race                                   | Vincent Duplain            | |
| 1988 | Nightmare at Noon                              | Sheriff Hanks              | |
| 1988 | Uninvited                                      | Mike Harvey                | |
| 1988 | Escuadrón                                      | Vince Colby                | |
| 1988 | The Naked Gun: From the Files of Police Squad! | Capt. Ed Hocken            | |
| 1988 | Demonwarp                                      | Bill Crafton               | |
| 1989 | Ministry of Vengeance                          | Rev. Hughes                | |
| 1989 | La Bahía esmeralda                             | Wilson                     | |
| 1989 | The Terror Within                              | Hal                        | |
| 1990 | Brain Dead                                     | Vance                      | |
| 1990 | Hired to Kill                                  | Thomas                     | |
| 1990 | Mayumi                                         |                            | |
| 1991 | Intensive Care                                 | Dr. Bruckner               | |
| 1991 | Hangfire                                       | Warden                     | |
| 1991 | Driving Me Crazy                               | McCready                   | |
| 1991 | The Naked Gun 2½: The Smell of Fear            | Captain Ed Hocken          | |
| 1992 | Distant Justice                                | Tom Bradfield              | |
| 1994 | River of Stone                                 |                            | |
| 1994 | Naked Gun 33⅓: The Final Insult                | Captain Ed Hocken          | |
| 1997 | Bayou Ghost                                    | Officer Lowe               | |
| 1997 | Cats Don't Dance                               | L.B. Mammoth               | voce |
| 1998 | Small Soldiers                                 | Brick Bazooka              | voce |
| 1998 | Dennis the Menace Strikes Again                | Grandpa Johnson            | |
| 2003 | View from the Top                              | Passenger Requesting Vodka | uncredited |
| 2005 | Three Bad Men                                  | Ed Fiske                   | |
| 2005 | Truce                                          | Dr. Peter Gannon           | |
| 2005 | Don't Come Knocking                            | Director                   | |
| 2007 | Sands of Oblivion                              | John Tevis                 | |
| 2008 | The Man Who Came Back                          | Judge Duke                 | |
| 2011 | Another Happy Day                              | Joe                        | |

## Seriale TV
| Year                  | Titlu                            | Rol                                               | Note                            |
| --------------------- | -------------------------------- | ------------------------------------------------- | ------------------------------- |
| 1960                  | "Gunsmoke" The Blacksmith        | Emil                                              | S06E02                          |
| 1961                  | Bat Masterson                    | Sherriff                                          | Episod: The Fourth Man          |
| 1961                  | Have Gun Will Travel             | Tarnitzer                                         | Episod: THE LEGACY              |
| 1961                  | The Untouchables                 | Birdie                                            | s2E5                            |
| The Tall Man          | Hyram Killgore                   | "One for All"                                     |                                 |
| 1962                  | Going My Way                     | Mike                                              | "A Man for Mary"                |
| 1963                  | Perry Mason                      | George Spangler                                   | "The Case of the Greek Goddess" |
| 1963                  | The Travels of Jaimie McPheeters | Angus                                             | "The Day of the Long Night"     |
| 1964                  | Bonanza                          | Waldo                                             | 1 episod "The Scapegoat"        |
| 1964                  | Gunsmoke                         | Warden Stryker                                    | 1 episod "The Warden"           |
| 1966                  | Gunsmoke                         | Ben Payson                                        | 1 episod                        |
| 1971                  | Sarge                            | Father Samuel Patrick "Sarge" Cavanaugh (Swanson) | 16 episoade                     |
| 1975                  | The Blue Knight                  | Bumper Morgan                                     | 24 episoade                     |
| 1979                  | Backstairs at the White House    | President Warren G. Harding                       | 1 episod                        |
| 1988–1991; 1996; 1998 | Dallas                           | Carter McKay                                      | 67 episoade + 2 filme TV        |
| 1996                  | Wings                            | Himself                                           | 1 episod                        |
| 2003                  | The Young and the Restless       | Albert Miller                                     | 3 episoade                      |
| 2010                  | The Young and the Restless       | Albert Miller (ghost)                             | 1 episod                        |